# Wereldkampioenschappen atletiek 2009

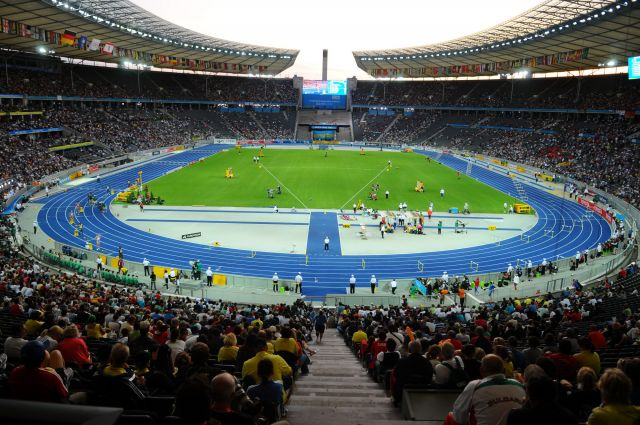
Olympisch Stadion in Berlijn

De 12de wereldkampioenschappen atletiek werden van 15 tot en met 23 augustus 2009 in het Olympiastadion van het Duitse Berlijn gehouden.
Drie atletiekonderdelen vonden buiten het stadion plaats met de finish onder de Brandenburger Tor, te weten: 20 km snelwandelen, 50 km snelwandelen en de marathon. In totaal streden 2101 atleten uit 202 landen om 47 wereldtitels. Het onderdeel 50 kilometer snelwandelen werd alleen door de mannen gelopen.
De organisatie had een budget van 45 miljoen euro, dat deels door ticketverkoop (17 miljoen euro) en marketingbudget (7 miljoen euro) bijeengebracht werd.

## Deelnemers

### Belgische delegatie
- Olivia Borlée (200 m, uitgeschakeld in halve finales)
- Kevin Borlée (400 m, uitgeschakeld in halve finales)
- Cédric Van Branteghem (400 m, uitgeschakeld in series)
- Kristof Van Malderen (1500 m, uitgeschakeld in series)
- Eline Berings (100 m horden, uitgeschakeld in halve finales met ev. BR)
- Elisabeth Davin (100 m horden, uitgevallen in series)
- Damien Broothaerts (110 m horden, uitgeschakeld in series)
- Adrien Deghelt (110 m horden, uitgeschakeld in series)
- Michaël Bultheel (400 m horden, uitgeschakeld in series)
- Élodie Ouédraogo (400 m horden, uitgeschakeld in halve finales)
- Pieter Desmet (3000 m steeplechase, uitgeschakeld in series)
- Krijn Van Koolwijk (3000 m steeplechase, uitgeschakeld in series)
- Olivia Borlée (4 × 100 m estafette, uitgeschakeld in series)
- Hanna Mariën (4 × 100 m estafette, uitgeschakeld in series)
- Élodie Ouédraogo (4 × 100 m estafette, uitgeschakeld in series)
- Anne Zagré (4 × 100 m estafette, uitgeschakeld in series)
- Eline Berings (4 × 100 m estafette, reserve)
- Elisabeth Davin (4 × 100 m estafette, reserve)
- Kevin Borlée (4 × 400 m estafette, 4e in finale)
- Nils Duerinck (4 × 400 m estafette, 4e in finale)
- Antoine Gillet (4 × 400 m estafette, 4e in finale)
- Cédric Van Branteghem (4 × 400 m estafette, 4e in finale)
- Arnaud Ghislain (4 × 400 m estafette, reserve)
- Joris Haeck (4 × 400 m estafette, reserve)
- Svetlana Bolshakova (hink-stap-springen, uitgeschakeld in kwalificaties)
- Kevin Rans (polsstokspringen, 12e in finale)
- Tom Goyvaerts (speerwerpen, uitgeschakeld in kwalificaties)
- Thomas Smet (speerwerpen, uitgeschakeld in kwalificaties)
- Sara Aerts (zevenkamp, uitgevallen)

### Nederlandse delegatie
- Patrick van Luijk (200 m, uitgeschakeld in series)
- Bram Som (800 m, 7e in finale)
- Adriënne Herzog (1500 m, uitgeschakeld in series)
- Susan Kuijken (1500 m, uitgeschakeld in series)
- Gregory Sedoc (110 m horden, uitgeschakeld in halve finale)
- Caimin Douglas (4 × 100 m estafette, uitgeschakeld in series)
- Guus Hoogmoed (4 × 100 m estafette, uitgeschakeld in series)
- Patrick van Luijk (4 × 100 m estafette, uitgeschakeld in series)
- Gregory Sedoc (4 × 100 m estafette, uitgeschakeld in series)
- Maarten Heisen (4 × 100 m estafette, reserve)
- Virgil Spier (4 × 100 m estafette, reserve)
- Martijn Nuijens (hoogspringen, 5e in finale)
- Erik Cadée (discuswerpen, uitgeschakeld in kwalificaties)
- Eugène Martineau (tienkamp, 19e)
- Eelco Sintnicolaas (tienkamp, uitgevallen)
- Ingmar Vos (tienkamp, 20e)
- Yvonne Wisse (zevenkamp, 20e)

## Programma
| augustus             | 15 | 16  | 17  | 18 | 19  | 20 | 21  | 22  | 23 |
| -------------------- | -- | --- | --- | -- | --- | -- | --- | --- | -- |
| 100 m                | S  | F   |     |    |     |    |     |     |    |
| 200 m                |    |     |     | S  | 1/2 | F  |     |     |    |
| 400 m                |    |     |     | S  | 1/2 |    | F   |     |    |
| 800 m                |    |     |     |    |     | S  | 1/2 |     | F  |
| 1 500 m              | S  |     | 1/2 |    | F   |    |     |     |    |
| 5 000 m              |    |     |     |    |     | S  |     |     | F  |
| 10 000 m             |    |     | F   |    |     |    |     |     |    |
| Marathon             |    |     |     |    |     |    |     | F   |    |
| 110 m horden         |    |     |     |    | S   | F  |     |     |    |
| 400 m horden         | S  | 1/2 |     | F  |     |    |     |     |    |
| 3 000 m steeplechase |    | S   |     | F  |     |    |     |     |    |
| 4x100 m              |    |     |     |    |     |    | 1/2 | F   |    |
| 4x400 m              |    |     |     |    |     |    |     | 1/2 | F  |
| 20 km snelwandelen   | F  |     |     |    |     |    |     |     |    |
| 50 km snelwandelen   |    |     |     |    |     |    | F   |     |    |
| Verspringen          |    |     |     |    |     | Q  |     | F   |    |
| Hink-stap-springen   |    | Q   |     | F  |     |    |     |     |    |
| Hoogspringen         |    |     |     |    | Q   |    | F   |     |    |
| Polsstokhoogspringen |    |     |     |    |     | Q  |     | F   |    |
| Kogelstoten          | F  |     |     |    |     |    |     |     |    |
| Discuswerpen         |    |     |     | Q  | F   |    |     |     |    |
| Kogelslingeren       | Q  |     | F   |    |     |    |     |     |    |
| Speerwerpen          |    |     |     |    |     |    | Q   |     | F  |
| Tienkamp             |    |     |     |    | F   | F  |     |     |    |

| augustus             | 15 | 16  | 17  | 18  | 19 | 20  | 21  | 22  | 23 |
| -------------------- | -- | --- | --- | --- | -- | --- | --- | --- | -- |
| 100 m                |    | S   | F   |     |    |     |     |     |    |
| 200 m                |    |     |     |     | S  | 1/2 | F   |     |    |
| 400 m                | S  | 1/2 |     | F   |    |     |     |     |    |
| 800 m                |    | S   | 1/2 |     | F  |     |     |     |    |
| 1 500 m              |    |     |     | S   |    |     | 1/2 |     | F  |
| 5 000 m              |    |     |     |     | S  |     |     | F   |    |
| 10 000 m             | F  |     |     |     |    |     |     |     |    |
| Marathon             |    |     |     |     |    |     |     |     | F  |
| 100 m horden         |    |     |     | S   | F  |     |     |     |    |
| 400 m horden         |    |     | S   | 1/2 |    | F   |     |     |    |
| 3 000 m steeple      | S  |     | F   |     |    |     |     |     |    |
| 4x100 m              |    |     |     |     |    |     |     | F   |    |
| 4x400 m              |    |     |     |     |    |     |     | 1/2 | F  |
| 20 km snelwandelen   |    | F   |     |     |    |     |     |     |    |
| Verspringen          |    |     |     |     |    |     | Q   |     | F  |
| Hink-stap-springen   | Q  |     | F   |     |    |     |     |     |    |
| Hoogspringen         |    |     |     | Q   |    | F   |     |     |    |
| Polsstokhoogspringen | Q  |     | F   |     |    |     |     |     |    |
| Kogelstoten          |    | F   |     |     |    |     |     |     |    |
| Discuswerpen         |    |     |     |     | Q  |     | F   |     |    |
| Kogelslingeren       |    |     |     |     |    | Q   |     | F   |    |
| Speerwerpen          |    | Q   |     | F   |    |     |     |     |    |
| Zevenkamp            | F  | F   |     |     |    |     |     |     |    |

| S | Series | Q | Kwalificatie | 1/2 | Halve-finales | F | Finales |

## Uitslagen

### 100 m
| Rang | Land | Atleet           | Tijd       |
| ---- | ---- | ---------------- | ---------- |
| 1    | JAM  | Usain Bolt       | 9,58 (WR)  |
| 2    | USA  | Tyson Gay        | 9,71 (NR)  |
| 3    | JAM  | Asafa Powell     | 9,84 (SB)  |
| 4    | ANT  | Daniel Bailey    | 9,93       |
| 5    | TRI  | Richard Thompson | 9,93 (SB)  |
| 6    | GBR  | Dwain Chambers   | 10,00 (SB) |
| 7    | TRI  | Marc Burns       | 10,00 (SB) |
| 8    | USA  | Darvis Patton    | 10,34      |

| Rang | Land | Atlete                   | Tijd       |
| ---- | ---- | ------------------------ | ---------- |
| 1    | JAM  | Shelly-Ann Fraser        | 10,73 (WL) |
| 2    | JAM  | Kerron Stewart           | 10,75 (PB) |
| 3    | USA  | Carmelita Jeter          | 10,90      |
| 4    | JAM  | Veronica Campbell-Brown  | 10,95 (SB) |
| 5    | USA  | Lauryn Williams          | 11,01 (SB) |
| 6    | BAH  | Debbie Ferguson-McKenzie | 11,05      |
| 7    | BAH  | Chandra Sturrup          | 11,05      |
| 8    | JAM  | Aleen Bailey             | 11,16      |

### 200 m
| Rang | Land | Atleet           | Tijd       |
| ---- | ---- | ---------------- | ---------- |
| 1    | JAM  | Usain Bolt       | 19,19 (WR) |
| 2    | PAN  | Alonso Edward    | 19,81 (AR) |
| 3    | USA  | Wallace Spearmon | 19,85 (SB) |
| 4    | USA  | Shawn Crawford   | 19,89 (SB) |
| 5    | JAM  | Steve Mullings   | 19,98 (PB) |
| 6    | USA  | Charles Clark    | 20,39      |
| 7    | AZE  | Ramil Goelijev   | 20,61      |
| 8    | FRA  | David Alerte     | 20,68      |

| Rang | Land | Atlete                   | Tijd  |
| ---- | ---- | ------------------------ | ----- |
| 1    | USA  | Allyson Felix            | 22,02 |
| 2    | JAM  | Veronica Campbell-Brown  | 22,35 |
| 3    | BAH  | Debbie Ferguson-McKenzie | 22,41 |
| 4    | USA  | Muna Lee                 | 22,48 |
| 5    | JAM  | Anneisha McLaughlin      | 22,62 |
| 6    | JAM  | Simone Facey             | 22,80 |
| 7    | GBR  | Emily Freeman            | 22,98 |
| 8    | CYP  | Eleni Artymata           | 23,05 |

### 400 m
| Rang | Land | Atleet          | Tijd       |
| ---- | ---- | --------------- | ---------- |
| 1    | USA  | LaShawn Merritt | 44,06 (WL) |
| 2    | USA  | Jeremy Wariner  | 44,60 (SB) |
| 3    | TRI  | Renny Quow      | 45,02      |
| 4    | ISV  | Tabarie Henry   | 45,42      |
| 5    | BAH  | Chris Brown     | 45,47      |
| 6    | IRL  | David Gillick   | 45,53      |
| 7    | GBR  | Michael Bingham | 45,56      |
| 8    | FRA  | Leslie Djhone   | 45,90      |

| Rang | Land | Atlete                   | Tijd       |
| ---- | ---- | ------------------------ | ---------- |
| 1    | USA  | Sanya Richards           | 49,00 (WL) |
| 2    | JAM  | Shericka Williams        | 49,32 (PB) |
| 3    | RUS  | Antonina Krivosjapka     | 49,71      |
| 4    | JAM  | Novlene Williams         | 49,77 (SB) |
| 5    | GBR  | Christine Ohuruogu       | 50,21 (SB) |
| 6    | USA  | Debbie Dunn              | 50,35      |
| 7    | RUS  | Anastasia Kapatsjinskaja | 50,53      |
| 8    | BOT  | Amantle Montsho          | 50,65      |

### 800 m
| Rang | Land | Atlete             | Tijd    |
| ---- | ---- | ------------------ | ------- |
| 1    | RSA  | Mbulaeni Mulaudzi  | 1.45,29 |
| 2    | KEN  | Alfred Yego        | 1.45,35 |
| 3    | BRN  | Yusuf Saad Kamel   | 1.45,35 |
| 4    | RUS  | Joeri Borzakovski  | 1.45,57 |
| 5    | MAR  | Amine Laalou       | 1.45,66 |
| 6    | USA  | Nick Symmonds      | 1.45,71 |
| 7    | NED  | Bram Som           | 1.45,86 |
| 8    | POL  | Marcin Lewandowski | 1.46,17 |

| Rang | Land | Atleet               | Tijd         |
| ---- | ---- | -------------------- | ------------ |
| 1    | RSA  | Caster Semenya       | 1.55,45 (WL) |
| 2    | KEN  | Janeth Jepkosgei     | 1.57,90 (SB) |
| 3    | GBR  | Jenny Meadows        | 1.57,93 (PB) |
| 4    | UKR  | Yuliya Krevsun       | 1.58,00 (SB) |
| 5    | RUS  | Maria Savinova       | 1.58,68      |
| 6    | ITA  | Elisa Cusma Piccione | 1.58,81 (SB) |
| 7    | ESP  | Mayte Martínez       | 1.58,81 (SB) |
| 8    | GBR  | Marilyn Okoro        | 2.00,32      |

### 1500 m
| Rang | Land | Atleet            | Tijd    |
| ---- | ---- | ----------------- | ------- |
| 1    | BRN  | Yusuf Saad Kamel  | 3.35,93 |
| 2    | ETH  | Deresse Mekonnen  | 3.36,01 |
| 3    | USA  | Bernard Lagat     | 3.36,20 |
| 4    | KEN  | Asbel Kiprop      | 3.36,47 |
| 5    | KEN  | Augustine Choge   | 3.36,53 |
| 6    | MAR  | Mohamed Moustaoui | 3.36,57 |
| 7    | FRA  | Mehdi Baala       | 3.36,99 |
| 8    | USA  | Lopez Lomong      | 3.37,62 |

| Rang | Land | Atlete                | Tijd    |
| ---- | ---- | --------------------- | ------- |
| 1    | BRN  | Maryam Jamal          | 4.03,74 |
| 2    | GBR  | Lisa Dobriskey        | 4.03,75 |
| 3    | USA  | Shannon Rowbury       | 4.04,18 |
| 4    | ESP  | Nuria Fernández       | 4.04,91 |
| 6    | USA  | Christin Wurth-Thomas | 4.05,21 |
| 6    | USA  | Anna Willard          | 4.06,19 |
| 7    | POL  | Lidia Chojecka        | 4.07,17 |
| 8    | RUS  | Natalja Jevdokimova   | 4.07,71 |

### 5000 m
| Rang | Land | Atleet               | Tijd          |
| ---- | ---- | -------------------- | ------------- |
| 1    | ETH  | Kenenisa Bekele      | 13.17,09      |
| 2    | USA  | Bernard Lagat        | 13.17,33      |
| 3    | QAT  | James Kwalia C'Kurui | 13.17,78      |
| 4    | UGA  | Moses Kipsiro        | 13.18,11 (SB) |
| 5    | KEN  | Eliud Kipchoge       | 13.18,95      |
| 6    | ETH  | Ali Abdosh           | 13.19,11      |
| 7    | GBR  | Mo Farah             | 13.19,69      |
| 8    | USA  | Matt Tegenkamp       | 13.20,23      |

| Rang | Land | Atlete                   | Tijd          |
| ---- | ---- | ------------------------ | ------------- |
| 1    | KEN  | Vivian Cheruiyot         | 14.57,97      |
| 2    | KEN  | Sylvia Kibet             | 14.58,33      |
| 3    | ETH  | Meseret Defar            | 14.58,41      |
| 4    | ETH  | Sentayehu Ejigu          | 15.03,38      |
| 5    | ETH  | Meselech Melkamu         | 15.03,72      |
| 6    | KEN  | Iness Chepkesis Chenonge | 15.06,06      |
| 7    | ITA  | Silvia Weissteiner       | 15.09,74 (SB) |
| 8    | ETH  | Genzebe Dibaba           | 15.11,12      |

### 10.000 m
| Rang | Land | Atleet            | Tijd          |
| ---- | ---- | ----------------- | ------------- |
| 1    | ETH  | Kenenisa Bekele   | 26.46,31 (CR) |
| 2    | ERI  | Zersenay Tadese   | 26.50,12 (SB) |
| 3    | KEN  | Moses Masai       | 26.57,39 (SB) |
| 4    | ETH  | Imane Merga       | 27.15,94 (PB) |
| 5    | KEN  | Bernard Kipyego   | 27.18,47 (SB) |
| 6    | USA  | Dathan Ritzenhein | 27.22,28 (PB) |
| 7    | KEN  | Micah Kogo        | 27.26,33 (SB) |
| 8    | USA  | Galen Rupp        | 27.37,99 (SB) |

| Rang | Land | Atlete           | Tijd          |
| ---- | ---- | ---------------- | ------------- |
| 1    | KEN  | Linet Masai      | 30.51,24 (SB) |
| 2    | ETH  | Meselech Melkamu | 30.51,34      |
| 3    | ETH  | Wude Ayalew      | 30.51,95      |
| 4    | KEN  | Grace Momanyi    | 30.52,25 (PB) |
| 5    | ETH  | Meseret Defar    | 30.52,37      |
| 6    | USA  | Amy Yoder Begley | 31.13,78 (PB) |
| 7    | JPN  | Yurika Nakamura  | 31.14,39 (PB) |
| 8    | NZL  | Kim Smith        | 31.21,42 (SB) |

### 3000 m steeple
| Rang | Land | Atleet              | Tijd         |
| ---- | ---- | ------------------- | ------------ |
| 1    | KEN  | Ezekiel Kemboi      | 8.00,43 (CR) |
| 2    | KEN  | Richard Mateelong   | 8.00,89 (PB) |
| 3    | FRA  | Bouabdellah Tahri   | 8.01,18 (AR) |
| 4    | KEN  | Paul Kipsiele Koech | 8.01,26 (SB) |
| 5    | ETH  | Yacob Jarso         | 8.12,13 (PB) |
| 6    | ETH  | Roba Gary           | 8.12,40      |
| 7    | KEN  | Brimin Kipruto      | 8.12,61      |
| 8    | FIN  | Jukka Keskisalo     | 8.14,47      |

| Rang | Land | Atlete                    | Tijd         |
| ---- | ---- | ------------------------- | ------------ |
| 1    | RUS  | Joelia Zaripova           | 9.08,39 (PB) |
| 2    | KEN  | Milcah Chemos Cheywa      | 9.08,57 (PB) |
| 3    | RUS  | Goelnara Samitova-Galkina | 9.11,09 (SB) |
| 4    | USA  | Jennifer Barringer        | 9.12,50 (AR) |
| 5    | TUN  | Habiba Ghribi             | 9.12,52 (NR) |
| 6    | KEN  | Ruth Bosibori             | 9.13,16 (PB) |
| 7    | KEN  | Gladys Jerotich Kipkemoi  | 9.14,62 (PB) |
| DSQ  | ESP  | Marta Domínguez           | 9.07,32 (WL) |

### 110 m horden/100 m horden
| Rang | Land | Atleet            | Tijd       |
| ---- | ---- | ----------------- | ---------- |
| 1    | BAR  | Ryan Brathwaite   | 13,14 (NR) |
| 2    | USA  | Terrence Trammell | 13,15      |
| 3    | USA  | David Payne       | 13,15      |
| 4    | GBR  | William Sharman   | 13,30 (PB) |
| 5    | JAM  | Maurice Wignall   | 13,31 (SB) |
| 6    | CZE  | Petr Svoboda      | 13,38      |
| 7    | JAM  | Dwight Thomas     | 13,56      |
| 8    | CHN  | Wei Ji            | 13,57      |

| Rang | Land | Atlete                  | Tijd       |
| ---- | ---- | ----------------------- | ---------- |
| 1    | JAM  | Brigitte Foster-Hylton  | 12,51 (SB) |
| 2    | CAN  | Priscilla Lopes-Schliep | 12,54      |
| 3    | JAM  | Delloreen Ennis-London  | 12,55 (SB) |
| 4    | IRL  | Derval O'Rourke         | 12,67 (NR) |
| 5    | AUS  | Sally McLellan          | 12,70      |
| 6    | USA  | Virginia Powell         | 12,78      |
| 7    | USA  | Dawn Harper             | 12,81      |
| 8    | CAN  | Perdita Felicien        | 15,53      |

### 400 m horden
| Rang | Land | Atleet             | Tijd       |
| ---- | ---- | ------------------ | ---------- |
| 1    | USA  | Kerron Clement     | 47,91 (WL) |
| 2    | PUR  | Javier Culson      | 48,09 (NR) |
| 3    | USA  | Bershawn Jackson   | 48,23      |
| 4    | TRI  | Jehue Gordon       | 48,26 (NR) |
| 5    | GRE  | Periklís Iakovákis | 48,42 (SB) |
| 6    | JAM  | Danny McFarlane    | 48,65      |
| 7    | GBR  | David Greene       | 48,68      |
| 8    | DOM  | Félix Sánchez      | 50,11      |

| Rang | Land | Atlete                | Tijd       |
| ---- | ---- | --------------------- | ---------- |
| 1    | JAM  | Melaine Walker        | 52,42 (CR) |
| 2    | USA  | Lashinda Demus        | 52,96      |
| 3    | TRI  | Josanne Lucas         | 53,20 (NR) |
| 4    | JAM  | Kaliese Spencer       | 53,56 (PB) |
| 5    | USA  | Tiffany Williams      | 53,83 (SB) |
| 6    | RUS  | Natalja Antjoech      | 54,11 (PB) |
| 7    | UKR  | Anastasiya Rabchenyuk | 54,78      |
| 8    | ROU  | Angela Morosanu       | 55,04      |

### 4 × 100 m estafette
| Rang | Land | Atlete                                                                | Tijd       |
| ---- | ---- | --------------------------------------------------------------------- | ---------- |
| 1    | JAM  | Steve Mullings Michael Frater Usain Bolt Asafa Powell                 | 37,31 (CR) |
| 2    | TRI  | Darrel Brown Marc Burns Emmanuel Callender Richard Thompson           | 37,62 (NR) |
| 3    | GBR  | Simeon Williamson Tyrone Edgar Marlon Devonish Harry Aikines-Aryeetey | 38,02 (SB) |
| 4    | JPN  | Masashi Eriguchi Naoki Tsukahara Shinji Takahira Kenji Fujimitsu      | 38,30 (SB) |
| 5    | CAN  | Sam Effah Oluseyi Smith Jared Connaughton Bryan Barnett               | 38,39 (SB) |
| 6    | ITA  | Roberto Donati Simone Collio Emanuele Di Gregorio Fabio Cerutti       | 38,54      |
| 7    | BRA  | Vicente de Lima Sandro Viana Basílio de Moraes José Carlos Moreira    | 38,56 (SB) |
| 8    | FRA  | Ronald Pognon Martial Mbandjock Eddy De Lepine Christophe Lemaitre    | 39,21      |

| Rang | Land | Atleet                                                                            | Tijd       |
| ---- | ---- | --------------------------------------------------------------------------------- | ---------- |
| 1    | JAM  | Simone Facey Shelly-Ann Fraser Aleen Bailey Kerron Stewart                        | 42,06      |
| 2    | BAH  | Sheniqua Ferguson Chandra Sturrup Christine Amertil Debbie Ferguson-McKenzie      | 42,29 (SB) |
| 3    | GER  | Marion Wagner Anne Möllinger Cathleen Tschirch Verena Sailer                      | 42,87 (SB) |
| 4    | RUS  | Jevgenia Poljakova Aleksandra Fedoriva Joelia Goesjtsjina Joelia Tsjermosjanskaja | 43,00      |
| 5    | BRA  | Rosemar Maria Neto Lucimar Aparecida de Moura Thaissa Presti Vanda Gomes          | 43,13      |
| 6    | GBR  | Laura Turner Montell Douglas Emily Freeman Emma Ania                              | 43,16 (SB) |
| 7    | TRI  | Reyare Thomas Kelly-Ann Baptiste Ayanna Hutchinson Semoy Hackett                  | 43,43      |
| 8    | COL  | Yomara Hinestroza Felipa Palacios Darlenis Obregón Norma González                 | 43,71      |

### 4 × 400 m estafette
| Rang | Land | Atleet                                                          | Tijd         |
| ---- | ---- | --------------------------------------------------------------- | ------------ |
| 1    | USA  | Angelo Taylor Jeremy Wariner Kerron Clement LaShawn Merritt     | 2.57,86 (WL) |
| 2    | GBR  | Conrad Williams Michael Bingham Robert Tobin Martyn Rooney      | 3.00,53 (SB) |
| 3    | AUS  | John Steffensen Ben Offereins Tristan Thomas Sean Wroe          | 3.00,90 (SB) |
| 4    | BEL  | Antoine Gillet Kevin Borlée Nils Duerinck Cédric Van Branteghem | 3.01,88 (SB) |
| 5    | POL  | Marcin Marciniszyn Piotr Klimczak Kacper Kozłowski Jan Ciepiela | 3.02,23 (SB) |
| 6    | DOM  | Arismendy Peguero Yon Soriano Yoel Tapia Félix Sánchez          | 3.02,47      |
| 7    | FRA  | Leslie Djhone Teddy Venel Yannick Fonsat Yoann Décimus          | 3.02,65      |
| 8    | NGR  | Saul Welgopwa Noah Akwu Amaechi Morton Bola Gee Lawal           | 3.02,73      |

| Rang | Land | Atlete                                                                           | Tijd         |
| ---- | ---- | -------------------------------------------------------------------------------- | ------------ |
| 1    | USA  | Debbie Dunn Allyson Felix Lashinda Demus Sanya Richards                          | 3.17,83 (WL) |
| 2    | JAM  | Rosemarie Whyte Novlene Williams Shereefa Lloyd Shericka Williams                | 3.21,15 (SB) |
| 3    | RUS  | Anastasia Kapatsjinskaja Tatjana Firova Ljoedmila Litvinova Antonina Krivosjapka | 3.21,64 (SB) |
| 4    | GBR  | Lee McConnell Christine Ohuruogu Vicki Barr Nicola Sanders                       | 3.25,16 (SB) |
| 5    | GER  | Fabienne Kohlmann Sorina Nwachukwu Esther Cremer Claudia Hoffmann                | 3.27,61      |
| 6    | NGR  | Endurance Abinuwa Muizat Ajoke Odumosu Josephine Ehigie Folasade Abugan          | 3.28,55 (SB) |
| 7    | FRA  | Virginie Michanol Aurélie Kamga Symphora Béhi Solen Désert-Mariller              | 3.30,16      |
| 8    | CUB  | Diosmely Peña Daisurami Bonne Zulia Calatayud Indira Terrero                     | 3.36,99      |

### Hoogspringen
| Rang | Land | Atleet             | Hoogte    |
| ---- | ---- | ------------------ | --------- |
| 1    | RUS  | Jaroslav Rybakov   | 2,32      |
| 2    | CYP  | Kyriakos Ioannou   | 2,32 (SB) |
| 3    | GER  | Raul Spank         | 2,32 (PB) |
| 3    | POL  | Sylwester Bednarek | 2,32 (PB) |
| 5    | CZE  | Jaroslav Bába      | 2,23      |
| 5    | FRA  | Mickael Hanany     | 2,23      |
| 5    | NED  | Martijn Nuijens    | 2,23      |
| 5    | SWE  | Linus Thörnblad    | 2,23      |

| Rang | Land | Atlete                | Hoogte    |
| ---- | ---- | --------------------- | --------- |
| 1    | CRO  | Blanka Vlašić         | 2,04      |
| 2    | RUS  | Anna Tsjitsjerova     | 2,02 (SB) |
| 3    | GER  | Ariane Friedrich      | 2,02      |
| 4    | ITA  | Antonietta di Martino | 1,99      |
| 5    | ESP  | Ruth Beitia           | 1,99      |
| 6    | RUS  | Svetlana Sjkolina     | 1,96      |
| 7    | SWE  | Emma Green            | 1,96 (SB) |
| 7    | USA  | Chaunté Howard Lowe   | 1,96      |

### Polsstokhoogspringen
| Rang | Land | Atleet             | Hoogte    |
| ---- | ---- | ------------------ | --------- |
| 1    | AUS  | Steven Hooker      | 5,90      |
| 2    | FRA  | Romain Mesnil      | 5,85 (SB) |
| 3    | FRA  | Renaud Lavillenie  | 5,80      |
| 4    | UKR  | Maksym Mazuryk     | 5,75      |
| 5    | RUS  | Aleksandr Gripitsj | 5,75 (PB) |
| 6    | FRA  | Damiel Dossévi     | 5,75 (PB) |
| 7    | GBR  | Steven Lewis       | 5,65      |
| 7    | GER  | Alexander Straub   | 5,65      |
| 7    | ITA  | Giuseppe Gibilisco | 5,65      |

| Rang | Land | Atlete            | Hoogte    |
| ---- | ---- | ----------------- | --------- |
| 1    | POL  | Anna Rogowska     | 4,75      |
| 2    | USA  | Chelsea Johnson   | 4,65 (SB) |
| 2    | POL  | Monika Pyrek      | 4,65      |
| 4    | GER  | Silke Spiegelburg | 4,65      |
| 5    | BRA  | Fabiana Murer     | 4,55      |
| 6    | GBR  | Kate Dennison     | 4,55      |
| 7    | GER  | Anna Battke       | 4,40      |
| 7    | RUS  | Tatjana Polnova   | 4,40      |

### Verspringen
| Rang | Land | Atleet                 | Afstand |
| ---- | ---- | ---------------------- | ------- |
| 1    | USA  | Dwight Phillips        | 8,54    |
| 2    | RSA  | Godfrey Khotso Mokoena | 8,47    |
| 3    | AUS  | Mitchell Watt          | 8,37    |
| 4    | AUS  | Fabrice Lapierre       | 8,21    |
| 5    | GBR  | Greg Rutherford        | 8,17    |
| 6    | FRA  | Salim Sdiri            | 8,07    |
| 7    | BOT  | Gable Garenamotse      | 8,06    |
| 8    | GBR  | Chris Tomlinson        | 8,06    |

| Rang | Land | Atlete            | Afstand   |
| ---- | ---- | ----------------- | --------- |
| 1    | USA  | Brittney Reese    | 7,10 (WL) |
| 2    | RUS  | Tatjana Lebedeva  | 6,97 (SB) |
| 3    | TUR  | Karin Mey Melis   | 6,80      |
| 4    | POR  | Naide Gomes       | 6,77      |
| 5    | RUS  | Olga Koetsjerenko | 6,77      |
| 6    | AIA  | Shara Proctor     | 6,71 (NR) |
| 7    | BRA  | Maurren Maggi     | 6,68      |
| 8    | EST  | Ksenija Balta     | 6,62      |

### Hink-stap-springen
| Rang | Land | Atleet             | Afstand    |
| ---- | ---- | ------------------ | ---------- |
| 1    | GBR  | Phillips Idowu     | 17,73 (WL) |
| 2    | POR  | Nelson Évora       | 17,55      |
| 3    | CUB  | Alexis Copello     | 17,36      |
| 4    | BAH  | Leevan Sands       | 17,32 (SB) |
| 5    | CUB  | Arnie David Girat  | 17,26      |
| 6    | CHN  | Li Yanxi           | 17,23      |
| 7    | RUS  | Igor Spasovchodski | 16,91      |
| 8    | BRA  | Jadel Gregório     | 16,89      |

| Rang | Land | Atleet           | Afstand    |
| ---- | ---- | ---------------- | ---------- |
| 1    | CUB  | Yargelis Savigne | 14,95      |
| 2    | CUB  | Mabel Gay        | 14,61 (SB) |
| 3    | RUS  | Anna Pjatych     | 14,58      |
| 4    | SRB  | Biljana Topic    | 14,52 (NR) |
| 5    | JAM  | Trecia Smith     | 14,48 (SB) |
| 6    | RUS  | Tatjana Lebedeva | 14,37      |
| 7    | ROU  | Cristina Bujin   | 14,26      |
| 8    | SVK  | Dana Veldáková   | 14,25      |

### Kogelstoten
| Rang | Land | Atleet             | Afstand    |
| ---- | ---- | ------------------ | ---------- |
| 1    | USA  | Christian Cantwell | 22,03 (WL) |
| 2    | POL  | Tomasz Majewski    | 21,91      |
| 3    | GER  | Ralf Bartels       | 21,37 (PB) |
| 4    | USA  | Reese Hoffa        | 21,28      |
| 5    | USA  | Adam Nelson        | 21,11 (SB) |
| 6    | BLR  | Pawel Lyschyn      | 20,98 (PB) |
| 7    | SLO  | Miroslav Vodovnik  | 20,50 (SB) |
| DQ   | BLR  | Andrej Michnevitsj | 20,74      |

| Rang | Land | Atlete               | Afstand    |
| ---- | ---- | -------------------- | ---------- |
| 1    | NZL  | Valerie Vili         | 20,44      |
| 2    | GER  | Nadine Kleinert      | 20,20 (PB) |
| 3    | CHN  | Gong Lijiao          | 19,89 (PB) |
| 4    | BLR  | Natallja Michnevitsj | 19,66      |
| 5    | RUS  | Anna Avdejeva        | 19,66      |
| 6    | USA  | Michelle Carter      | 18,96      |
| 7    | CHN  | Li Meiju             | 18,76      |
| 8    | CUB  | Misleydis González   | 18,74      |

### Discuswerpen
| Rang | Land | Atleet                | Afstand    |
| ---- | ---- | --------------------- | ---------- |
| 1    | GER  | Robert Harting        | 69,43 (PB) |
| 2    | POL  | Piotr Małachowski     | 69,15 (NR) |
| 3    | EST  | Gerd Kanter           | 66,88      |
| 4    | LTU  | Virgilijus Alekna     | 66,36      |
| 5    | USA  | Casey Malone          | 66,06      |
| 6    | HUN  | Zoltán Kövágó         | 65,17      |
| 7    | RUS  | Bogdan Pisjtsjalnikov | 65,02      |
| 8    | AUT  | Gerhard Mayer         | 63,17      |

| Rang | Land | Atlete               | Afstand    |
| ---- | ---- | -------------------- | ---------- |
| 1    | AUS  | Dani Samuels         | 65,44 (PB) |
| 2    | CUB  | Yarelis Barrios      | 65,31 (SB) |
| 3    | ROU  | Nicoleta Grasu       | 65,20 (SB) |
| 4    | POL  | Zaneta Glanc         | 62,66      |
| 5    | CHN  | Aimin Song           | 62,42      |
| 6    | GER  | Nadine Müller        | 62,04      |
| 7    | RUS  | Natalja Sadova       | 61,78      |
| 8    | FRA  | Mélina Robert-Michon | 60,92      |

### Kogelslingeren
| Rang | Land | Atleet              | Afstand    |
| ---- | ---- | ------------------- | ---------- |
| 1    | SLO  | Primož Kozmus       | 80,84 (SB) |
| 2    | POL  | Szymon Ziółkowski   | 79,30 (SB) |
| 3    | RUS  | Aleksej Zagornyj    | 78,09      |
| 4    | HUN  | Krisztián Pars      | 77,45      |
| 5    | GER  | Sergej Litvinov jr. | 76,58      |
| 6    | GER  | Markus Esser        | 76,27      |
| 7    | CRO  | András Haklits      | 76,26      |
| 8    | BLR  | Pavel Kryvitski     | 76,00      |

| Rang | Land | Atlete            | Afstand    |
| ---- | ---- | ----------------- | ---------- |
| 1    | POL  | Anita Włodarczyk  | 77,96 (WR) |
| 2    | GER  | Betty Heidler     | 77,12 (NR) |
| 3    | SVK  | Martina Hrašnová  | 74,79      |
| 4    | GER  | Kathrin Klaas     | 74,23 (PB) |
| 5    | CHN  | Wenxiu Zhang      | 72,57      |
| 6    | RUS  | Tatjana Lysenko   | 72,22      |
| 7    | USA  | Jessica Cosby     | 72,17      |
| 8    | ITA  | Clarissa Claretti | 71,56      |

### Speerwerpen
| Rang | Land | Atleet              | Afstand    |
| ---- | ---- | ------------------- | ---------- |
| 1    | NOR  | Andreas Thorkildsen | 89,59 (SB) |
| 2    | CUB  | Guillermo Martínez  | 86,41 (SB) |
| 3    | JPN  | Yukifumi Murakami   | 82,97      |
| 4    | LAT  | Vadims Vasiļevskis  | 82,37      |
| 5    | FIN  | Tero Pitkämäki      | 81,90      |
| 6    | FIN  | Antti Ruuskanen     | 81,87      |
| 7    | LAT  | Ainars Kovals       | 81,54      |
| 8    | GER  | Mark Frank          | 81,32      |

| Rang | Land | Atlete              | Afstand    |
| ---- | ---- | ------------------- | ---------- |
| 1    | GER  | Steffi Nerius       | 67,30 (SB) |
| 2    | CZE  | Barbora Špotáková   | 66,42      |
| 3    | RUS  | Maria Abakoemova    | 66,06      |
| 4    | ROU  | Monica Stoian       | 64,51 (PB) |
| 5    | GER  | Christina Obergföll | 64,34      |
| 6    | GER  | Linda Stahl         | 63,23      |
| 7    | CUB  | Olisdeilys Menéndez | 63,11 (SB) |
| 8    | GRE  | Sávva Líka          | 60,29      |

### Tienkamp/Zevenkamp
| Rang | Land | Atleet              | Punten    |
| ---- | ---- | ------------------- | --------- |
| 1    | USA  | Trey Hardee         | 8790 (WL) |
| 2    | CUB  | Leonel Suárez       | 8640      |
| 3    | RUS  | Aleksandr Pogorelov | 8528 (PB) |
| 4    | UKR  | Oleksiy Kasyanov    | 8479 (PB) |
| 5    | RUS  | Aleksej Sysojev     | 8454 (SB) |
| 6    | GER  | Pascal Behrenbruch  | 8439 (PB) |
| 7    | SWE  | Nicklas Wiberg      | 8406 (NR) |
| 8    | CUB  | Yordani García      | 8387      |

| Rang | Land | Atlete                 | Punten    |
| ---- | ---- | ---------------------- | --------- |
| 1    | GBR  | Jessica Ennis          | 6731 (WL) |
| 2    | GER  | Jennifer Oeser         | 6493 (PB) |
| 3    | POL  | Kamila Chudzik         | 6471 (SB) |
| 4    | UKR  | Natalja Dobrynska      | 6444      |
| 5    | UKR  | Lyudmyla Yosypenko     | 6416 (PB) |
| 6    | UKR  | Hanna Melnytsjenko     | 6414      |
| 7    | FRA  | Antoinette Nana Djimou | 6323 (PB) |
| 8    | GER  | Julia Mächtig          | 6265      |
| DQ   | RUS  | Tatjana Tsjernova      | 6288      |

### Marathon
| Rang | Land | Atleet                    | Tijd         |
| ---- | ---- | ------------------------- | ------------ |
| 1    | KEN  | Abel Kirui                | 2:06.54 (CR) |
| 2    | KEN  | Emmanuel Mutai            | 2:07.48      |
| 3    | ETH  | Tsegay Kebede             | 2:08.35      |
| 4    | ETH  | Yemane Tsegay             | 2:08.42      |
| 5    | KEN  | Robert Kipkoech Cheruiyot | 2:10.46 (SB) |
| 6    | JPN  | Atsushi Sato              | 2:12.05      |
| 7    | MAR  | Adil Ennani               | 2:12.12      |
| 8    | ESP  | José Manuel Martínez      | 2:14.04 (SB) |

| Rang | Land | Atlete               | Tijd         |
| ---- | ---- | -------------------- | ------------ |
| 1    | CHN  | Bai Xue              | 2:25.15 (SB) |
| 2    | JPN  | Yoshimi Ozaki        | 2:25.25 (SB) |
| 3    | ETH  | Aselefech Mergia     | 2:25.32      |
| 4    | CHN  | Zhou Chunxiu         | 2:25.39 (SB) |
| 5    | CHN  | Zhu Xiaolin          | 2:26.08 (SB) |
| 6    | POR  | Marisa Barros        | 2:26.50      |
| 7    | JPN  | Yuri Kano            | 2:26.57 (SB) |
| 8    | RUS  | Alevtina Biktimirova | 2:27.39 (SB) |

### 20 km snelwandelen
| Rang | Land | Atleet          | Tijd         |
| ---- | ---- | --------------- | ------------ |
| 1    | RUS  | Valeri Bortsjin | 1:18.41      |
| 2    | CHN  | Wang Hao        | 1:19.06 (PB) |
| 3    | MEX  | Eder Sánchez    | 1:19.22 (SB) |
| 4    | ITA  | Giorgio Rubino  | 1:19.50      |
| 5    | COL  | Luis López      | 1:20.03 (NR) |
| 6    | AUS  | Jared Tallent   | 1:20.27      |
| 7    | NOR  | Erik Tysse      | 1:20.38      |
| 8    | MEX  | Jesús Sánchez   | 1:20.52 (PB) |

| Rang | Land | Atlete              | Tijd         |
| ---- | ---- | ------------------- | ------------ |
| 1    | IRL  | Olive Loughnane     | 1:28.58 (SB) |
| 2    | CHN  | Liu Hong            | 1:29.10 (SB) |
| 3    | RUS  | Anisia Kirdjapkina  | 1:30.09      |
| 4    | POR  | Vera Santos         | 1:30.35      |
| 5    | ESP  | Beatriz Pascual     | 1:30.40      |
| 6    | JPN  | Masumi Fusiche      | 1:31.15      |
| 7    | LTU  | Kristina Saltanovic | 1:31.23 (SB) |
| 8    | ITA  | Elisa Rigaudo       | 1:31.52      |
| DQ   | RUS  | Olga Kaniskina      | 1:28.09      |

### 50 km snelwandelen
| Rang | Land | Atlete             | Tijd         |
| ---- | ---- | ------------------ | ------------ |
| 1    | RUS  | Sergej Kirdjapkin  | 3:38.35 (WL) |
| 2    | NOR  | Trond Nymark       | 3:41.16 (NR) |
| 3    | ESP  | Jesús Ángel García | 3:41.37 (SB) |
| 4    | POL  | Grzegorz Sudol     | 3:42.34 (PB) |
| 5    | GER  | André Höhne        | 3:43.19 (PB) |
| 6    | AUS  | Luke Adams         | 3:43.39 (PB) |
| 7    | AUS  | Jared Tallent      | 3:44.50 (SB) |
| 8    | ITA  | Marco De Luca      | 3:46.31 (PB) |

## Legenda
- AR = Werelddeelrecord (Area Record)
- CR = Kampioenschapsrecord (Championship Record)
- SB = Beste persoonlijke seizoensprestatie (Seasonal Best)
- PB = Persoonlijk record (Personal Best)
- NR = Nationaal record (National Record)
- ER = Europees record (European Record)
- WL = 's Werelds beste seizoensprestatie (World Leading)
- WJ = Wereld juniorenrecord (World Junior Record)
- WR = Wereldrecord (World Record)

## Medailleklassement
| Plaats | Land                | Goud | Zilver | Brons | Totaal |
| 1      | Verenigde Staten    | 10   | 6      | 6     | 22     |
| 2      | Jamaica             | 7    | 4      | 2     | 13     |
| 3      | Kenia               | 4    | 5      | 2     | 11     |
| 4      | Rusland             | 3    | 3      | 7     | 13     |
| 5      | Polen               | 2    | 4      | 2     | 8      |
| 6      | Duitsland           | 2    | 3      | 4     | 9      |
| 7      | Ethiopië            | 2    | 2      | 4     | 8      |
| 8      | Verenigd Koninkrijk | 2    | 2      | 2     | 6      |
| 9      | Zuid-Afrika         | 2    | 1      | 0     | 3      |
| 10     | Australië           | 2    | 0      | 2     | 4      |
| 11     | Bahrein             | 2    | 0      | 1     | 3      |
| 12     | Cuba                | 1    | 4      | 1     | 6      |
| 13     | China               | 1    | 2      | 1     | 4      |
| 14     | Noorwegen           | 1    | 1      | 0     | 2      |
| 15     | Spanje              | 1    | 0      | 1     | 2      |
| 16     | Barbados            | 1    | 0      | 0     | 1      |
| 16     | Kroatië             | 1    | 0      | 0     | 1      |
| 16     | Nieuw-Zeeland       | 1    | 0      | 0     | 1      |
| 16     | Slovenië            | 1    | 0      | 0     | 1      |
| 16     | Ierland             | 1    | 0      | 0     | 1      |
| 21     | Frankrijk           | 0    | 1      | 2     | 3      |
| 21     | Trinidad en Tobago  | 0    | 1      | 2     | 3      |
| 23     | Bahama's            | 0    | 1      | 1     | 2      |
| 23     | Japan               | 0    | 1      | 1     | 2      |
| 25     | Canada              | 0    | 1      | 0     | 1      |
| 25     | Cyprus              | 0    | 1      | 0     | 1      |
| 25     | Eritrea             | 0    | 1      | 0     | 1      |
| 25     | Panama              | 0    | 1      | 0     | 1      |
| 25     | Portugal            | 0    | 1      | 0     | 1      |
| 25     | Puerto Rico         | 0    | 1      | 0     | 1      |
| 25     | Tsjechië            | 0    | 1      | 0     | 1      |
| 32     | Estland             | 0    | 0      | 1     | 1      |
| 32     | Mexico              | 0    | 0      | 1     | 1      |
| 32     | Qatar               | 0    | 0      | 1     | 1      |
| 32     | Roemenië            | 0    | 0      | 1     | 1      |
| 32     | Slowakije           | 0    | 0      | 1     | 1      |
| 32     | Turkije             | 0    | 0      | 1     | 1      |
| Totaal | Totaal              | 47   | 48     | 47    | 142    |

## Trivia
Tijdens de halve finale 800 meter voor mannen, viel Bram Som gelijk met de Soedanees Abubaker Kaki Khamis. Het leek erop dat Som was uitgeschakeld, maar na protestindiening mocht Som door naar de finale.
1983 · 
1987 · 
1991 · 
1993 · 
1995 · 
1997 · 
1999 · 
2001 · 
2003 · 
2005 · 
2007 · 
2009 · 
2011 · 
2013 · 
2015 · 
2017 · 
2019 · 
2022 · 
2023